# Dan Amedeo Lăzărescu
Dan Amedeo Lăzărescu (n. 30 noiembrie 1918, București – d. 6 decembrie 2002, București) a fost un scriitor, traducător de limbă engleză și om politic român, fost deținut politic în perioada comunistă, membru al Partidului Național Liberal (PNL), deputat în legislatura 1990-1992 și senator de Timiș în legislatura 1996-2000.

## Biografie
Dan Amedeo Lăzărescu s-a născut la București, provenind dintr-o familie cu tradiție liberală.  Între anii 1929–1937, Dan A. Lăzărescu a urmat cursurile Liceului „Spiru Haret” din București. A absolvit Facultatea de Drept din cadrul Universității din București, fiind licențiat în Drept.
Dan A. Lăzărescu s-a înscris în PNL în timpul dictaturii legionare, când acest partid era interzis. În perioada 1946–1947, Dan Amedeo Lăzărescu  a lucrat ca redactor al oficiosului ziar PNL „Liberalul”.
În timpul regimului comunist, între 1957–1964, a fost închis pe baza unei condamnări la 20 de ani de muncă silnică. După ieșirea din închisoare a lucrat – printre altele - ca documentarist la Institutul de Istorie „Nicolae Iorga” (1969–1975). A devenit membru al societăților „Jean Bodin”, „International Commision for the History of Parliamentary Estates” și „Associazione degli storici europei”. A fost membru al Uniunii Scriitorilor din România.
Dan Amedeo Lăzărescu  a fost unul dintre inițiatorii reînființării Partidului Național Liberal (PNL) la data de 22 decembrie 1989 și a deținut funcția de vicepreședinte al PNL în perioada 1990–1997. În 1990, Dan Amedeo Lăzărescu a refondat publicația „Liberalul” (devenit hebdomadar), care avut o apariție regulată până la finele anului 1992 și sporadică până în 1994.
Dan A. Lăzărescu fost ales de două ori în Parlamentul României fiind deputat de București între 1990–1992 și senator de Timiș între 1996–2000. În calitate de membru al Adunării Constituante din 1990–1991 a avut o bună contribuție în ceea ce privește activitatea acesteia, datorită amendamentelor cu care a venit (unele acceptate de majoritatea FSN, altele respinse). În legislatura 1990–1992, Dan Amedeo Lăzărescu a fost membru în comisia de redactare a proiectului Constituției României. În legislatura 1990–1992, Dan Amedeo Lăzărescu a fost membru în grupul parlamentar de prietenie cu Republica Franceză-Adunarea Națională iar în legislatura 1996–2000 a fost membru în grupul parlamentar de prietenie cu Regatul Belgiei.
În vara anului 2000, Dan Amedeo Lăzărescu  a contestat alegerea lui Theodor Stolojan în calitatea de candidat al PNL pentru Președinția României și a condamnat apropierea partidului față de Alianța pentru România (ApR), partid condus de Teodor Meleșcanu. În septembrie 2000, nemulțumit de influența lui Valeriu Stoica asupra PNL și de orientarea politică a partidului, Dan A. Lăzărescu a înființat, împreună cu mai mulți liberali, PNL-Tradițional (PNL-T), susținând CDR 2000 și pe Mugur Isărescu la alegerile generale din acea toamnă.
În noiembrie 2000, au apărut în presă primele informații referitoare la colaborarea sa cu Securitatea iar în primăvara lui 2001 Dan Amedeo Lăzărescu a recunoscut că a existat această colaborare. Dan Amedeo Lăzărescu s-a stins din viață în decembrie 2002.

## Lucrări politice publicate
- Dan A. Lăzărescu, Introducere în istoria liberalismului european și în istoria Partidului Național Liberal din România, Editura Viitorul Românesc, Iași 1996 (159 p.);
- Dan A. Lăzărescu, Confesiuni, Editura Hestia, Oradea 1997 (272 p.) (lucrare autobiografică);

## Alte lucrări publicate
- Dan A. Lăzărescu, Introducere în shakespeareologie (1975);
- Dan A. Lăzărescu, Imaginea poporului român în conștiința europeană (patru volume: 1985, 1986, 1995 si 1999);
- Dan A. Lăzărescu, Istoria franc-masoneriei române (1997).